# Guardian Recall ～守護獸召喚～
《Guardian Recall ～守護獸召喚～》（ガーディアンリコール しゅごじゅうしょうかん，Guardian Recall ～守護獸召喚～）是1996年7月30日由アグミックス發售的PC-9801/PC-9821版日本成人遊戲，之後移植到Windows， 1998年10月1日由XING發售PlayStation的全年齢向版。
遊戲系統為戰略角色扮演遊戲。最大的特徵是遊戲角色不用直接參與戰鬥，而是利用被叫做「守護獸」的特殊能力將守護獸具體化並且對它們下令進行戰鬥。遊戲中共有兩名主角，序盤時會因為主角不同有不同的劇情發展，但遊戲中盤時會互相會合而變成同一劇情內容。
角色設定由蘭宮涼・龍炎狼牙負責（以下登場角色，☆為蘭宮設計，★為龍炎設計）。

## 登場角色（我方）

### 寄宿七龍之魂者
全員都是1999年出生（本作中那一年發生全国性的大地震「列島大震災」）。
☆天城 美由紀（あまぎ みゆき）声：金井美香
「天之章」的主角。
福岡天神高中的學生。出身地是東京。
学校被「荏狗覇菟」襲擊時，身上的「守護獸」的能力因此覺醒並用來進行戰鬥。
性格天真爛漫，喜歡温泉蛋。
守護獸為小龍模樣的小天（天屬性）。
★大地 裕子（だいち ゆうこ）声：淵崎有里子
「地之章」的主角。
在北海道獨自騎著機車旅行時，被捲入戰鬥中，身上的「守護獸」的能力因此覺醒。
個性率直豪爽。因為父再婚，讓裕子（但不是相處不來）顧慮到継母而離家。
守護獸為像是魔像的波奇（地屬性）。
☆炎 真由（ほむら まゆ）声：富澤美智惠
天城美由紀的同學及朋友。老家為寺院，講話大多帶著博多腔。
與美由紀不同的是，她的「守護獸」能力已經覺醒。
守護獸為有著格鬥家造型的五衛門（炎屬性）。
☆海原 美里（かいばら みさと）声：篠原惠美
由於身為學者的父親拒絕協助荏狗覇菟而被殺死，因此發誓要對他們復仇。
另外正在尋找在父親死亡同時而行蹤不明的好友・半澤由美。
守護獸為像是男人魚並能操控水的梅爾（海屬性）。
☆飛知和 景子（ひちわ けいこ）声：淺田葉子
性格内向，有著心靈感應的能力。感覺到美里的復仇心而替她擔心。
守護獸為翼龍型的凪（ナギ）（飛屬性）。
★聖 由佳里（ひじり ゆかり）声：本間由佳里
知悉荏狗覇菟真正企圖的前自衛官。在「地之章」中擔任參謀腳色，製造機會讓裕子的「守護獸」的能力能夠因此覺醒。
因為與裕子意見不同而經常與她發生衝突。
守護獸為天使造型的諾爾特（聖屬性）。
★雷 晶（いかづち あきら）声：西村千奈美
特攝片迷以及英雄電影宅的搖滾歌手，平常與人對話的內容都能多少看出他有這樣的傾向，並經常會使用 成語。
守護獸為帶著電力的浮游靈薩比坦（雷屬性）。輕小說版中，設定成因為晶小時候熱愛的特攝片（戲中戲）「宇宙偵探薩比坦」而產生。

### 協力者
☆周防 ちかな（すおう ちかな）声：安達忍
守護龍脈的「神門」一族。
是主角一行人中最年輕的成員，在「天之章」擔任引導者，製造機會讓美由紀的「守護獸」能力能因此覺醒。
守護獸是穿著中式盔甲的拳士・我王（地屬性）。
☆日之影 蘭（ひのかげ らん）声：高田由美
最初與直江一起被荏狗覇菟逮捕監禁，透過直江幫忙而順利脫逃，在被追捕的過程中被美由紀等人所救，並因此成為她們的同伴。
與小泊薰同樣都是孤兒院出身的朋友。
守護獸為像是孫悟空而持有彎刀的剣士・是空（雷屬性）。
☆一之宮 琴音（いちのみや ことね），☆一之宮 鈴音（いちのみや すずね）声：皆口裕子／PC版：本間ゆかり
在熊本成為同伴的雙胞胎守護獸使，但只要2人不在一起的話就無法召喚守護獸。
姊姊琴音個性沉靜，妹妹鈴音則是個性活潑。
琴音的守護獸是有著露骨模樣而個性激烈的女性・'卡拉（炎屬性），鈴音的守護獸則是容姿秀麗・俊帥而冷靜沉著的男性・多卡（聖屬性），就連守護獸也和主人本身的個性相反。
★直江 巴澄（なおえ はすみ）声：佐久間玲
過去指導過聖由香里守護獸的使用方法。
最初與蘭一起被荏狗覇菟逮捕監禁，後來趁隙幫助蘭成功脫逃，自己則暫時被囚禁。之後被看到美由紀以及裕子等人帶來的希望的仁釋放，並與裕子等人會合。
守護獸為骷髏武士的兼續（冥屬性）。
★岩見澤 唯（いわみざわ ゆい）声：熊谷ニーナ
守護北海道龍脈一族之女，主角一行人中最年長的成員。
守護獸為帶著女性臉孔的劍齋姫（（聖屬性）。
★靜內 沙也加（しずない さやか）声：篠原惠美
極度缺乏緊張感的女大學生，全部的行動都相當自我。
守護獸為弓兵的阿恰（海屬性）。
★小泊 薰（こどまり かおる）声：岩坪理江／PC版：安達忍
體型嬌小的少女，但由於体形・服裝很中性而常被誤認為男孩子。
與日之影蘭一樣是孤兒院出身的好友，在找尋她的途中與裕子達相遇。
守護獸為騎著大劍的童子不動（飛屬性）。
★平泉 琉璃（ひらいずみ るり）声：淺田葉子
恋愛經驗豊富，但一直遇不到好男人的女性。
由於被荏狗覇菟破壞她的約會，並且被荏狗覇菟裝上炸彈成為誘餌，之後被裕子等人所救而成為同伴。
就算是電腦版的18禁場面中，也只有她有關於與男性性接觸的畫面（其他人則是女同性戀，除了脫衣外沒有相關的性接觸畫面）。
守護獸為女格鬥家造型而帶有尾巴的雲母（雷屬性）。

### 隱藏角色
武神（たけがみ）声：梁田清之
同伴成員中的唯一男性。
『クィーン・オブ・デュエリスト外伝』中的跨界角色。
PC版中只要破關一次並從頭開始玩就會加入，PS版中則是收集到全部4套的「武神」裝（武神笠，武神手甲，武神黑帶，武神靴），就會在隱藏關卡中加入隊伍。
守護獸為半人半蛇的護法童子（天屬性）。

## 登場角色（敵人）

### 荏狗覇菟（エグバド）

#### 首領
☆龍鬼妃（りゅうきひ）声：井上喜久子

#### 四門將
☆朱雀＝南城 知美（なんじょう ともみ）声：佐久間玲
☆白虎＝西苑寺 麗子（さいおんじ れいこ）声：大谷育江／PC版：熊谷ニーナ
★玄武＝北斗 惠（ほくと めぐみ）声：岩坪理江／PC版：安達忍
★青龍＝東 聰美（あずま さとみ）声：高田由美

#### 其他士兵
★仁 瞳（じん ひとみ）声：勝生真沙子
穿著黑色服裝而帶著酷帥氣氛的女性，就連四門將的玄武也無法小看她。
由於對人間社會感到絕望而加入荏狗覇菟，但因為看到美由紀以及裕子等人帶來的希望，最終背叛荏狗覇菟並加入美由紀以及裕子她們。之後與ちかな・直江一起成為七龍之魂寄宿者以及協力者們的領導人。
守護獸為黑龍（冥屬性）。
☆半澤 由美（はんざわ ゆみ）声：皆口裕子／PC版：井上喜久子
美里過去的朋友，在雙親以及美里的父親死後而行蹤不明。
守護獸為半魚人模樣的烏爾（海屬性）。
★鏡 涼子（かがみ りょうこ）声：大谷育江／PC版：西村千奈美
地之章中，與裕子等人發生衝突的女性。
個性急躁，還有 施虐癖，做事經常不顧後果而會有，好幾次被仁勸告。
但由於與仁個性合得來，基本上只要是仁的話她都會聽進去。
守護獸為小丑造型並且有變身能力（只能改變外表，但能力不變）的多納爾德（天屬性）。

## PS版開發成員
- 企画／原案／導演
  - 島津司郎
- 角色設計
  - 蘭宮涼
  - 龍炎狼牙
- 遊戲設計
  - 庄司裕
  - 後藤克也
- 主要程式設計師
  - 吉田龍也
- 助理程式設計師
  - 太田原邦夫
  - 池田晃
- 戰鬥程式設計師
  - 仲田津宏
- 事件製作
  - 青氏
  - 大竹宗寿
- 劇本
  - 菱沼美佳
- 守護獸設計
  - 外堀裕典
- 圖像監督
  - 伊勢猫
- 2D圖像
  - 木村晴美
  - 山口初美
  - 松本康之
  - 中村竜彦
  - 大森亨子
- 3D圖像
  - 新村直之
  - あべただし
  - 村上和照
- 戰鬥原動画
  - 踏分信司
  - 川口俊大
  - 鈴木美紀
- 分鏡設計
  - 野口琴代
- 音效
  - 須賀愛美
- 宣傳
  - 山下和子
  - 山田実穂
- 廣告製作
  - 伊瀬飛鳥
- 動畫製作
  - 有限会社 武遊
- 動畫製作管理
  - クーズ・クリエイション
- 圖像設計
  - 渡辺高志
  - 安達大輔（クリエーターズユニオン）
- 音響制作
  - HALF H・P STUDIO
- 行政製作人
  - 辻猛(AGUMIX)
  - 木村良郎（XING）

## 主題曲
片頭曲「Little Angel」
作詞・作曲・編曲：伊藤健一 / 歌：西村千奈美
片尾曲「風の唄」
作詞・作曲・編曲：伊藤健一 / 歌：金井美香